# Hans Mohler
Hans Mohler (* 25. Oktober 1919 in Thusis; † 24. Juni 2021 in Masein) war ein Schweizer Lehrer und Schriftsteller.

## Leben und Werk
Hans Mohler war der Sohn des aus Oberwil stammenden Schlossers und späteren Kunstmalers Adolf Mohler (1893–1962). Die Mutter stammte aus Thusis und war eine geborene Pappa.
Mohler besuchte die Volksschule in Thusis und liess sich von 1935 bis 1939 am kantonalen Lehrerseminar in Chur zum Primarlehrer ausbilden. In der Folge unterrichtete er zwei Winter lang in Rothenbrunnen sowie zwei weitere in Thusis. Von 1939 bis 1968 diente er als Trompeter bei der Gebirgs-Infanterie.
Von 1942 bis 1946 folgte eine Ausbildung zum Sekundarlehrer an den Universitäten Zürich, Bern und Lausanne. In Zürich erwarb er das Lehrerpatent. Anschliessend unterrichtete Mohler bis 1954 in Thusis an höheren Schulen. 1954 zog er nach Basel und unterrichtete bis zu seiner Pensionierung 1984 als Mittelschullehrer. Danach lebte er bis zu seinem Tod in Masein.
Mohler war freier Mitarbeiter des Schweizer Radios und Sekretär und späterer Präsident des PEN-Clubs der Schweiz. Zudem war er Ehrenbürger von Thusis und erhielt für seinen Roman Der Kampf um den Drachen 1963 den Literaturpreis des Kanton Basel-Landschaft.

## Schriftstellerische Tätigkeit
Mohler trat 1943 mit seinem Gedichtband Kleine Sternreise erstmals an die Öffentlichkeit. 1944 erschien Am Rand des Tages sowie die Novelle Hirtensommer, die Eduard Korrodi rühmte. Weitere Veröffentlichungen waren Ritt durch den Herbst (1945) und die Trakl-Novelle Offenbarung und Untergang (1950). 1960 erschien sein erster Roman Der Kampf um den Drachen, die Lebensgeschichte des Schulmeisters und Malers Hans Ardüser; später Ein Hauch von Honig und 1969 der Bündner Gegenwartsroman Regimentenspiel. Der Roman wurde 1972 als fünfteiliges Hörspiel vom Schweizer Radio DRS gesendet.
Später erschien eine Werkausgabe im Calven Verlag: Band 1. Georg Jenatsch, eine Neufassung von Der Kampf mit dem Drachen; der zweite Band 1990 mit dem Titel Glut und Flammen sowie Das Schiff und der dritte Band 1994 Ein Hauch von Honig sowie 1999 Hortensia.